# Antiracisme
 (juillet 2021).

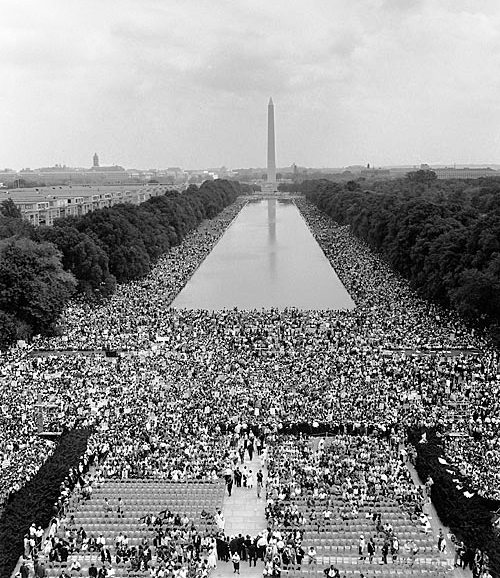
Marche sur Washington du 28 août 1963 où Martin Luther King fait son discours historique I have a dream.

L'antiracisme, ou anti-racisme, est l'opposition et la réprobation active et consciente aux doctrines, attitudes et réactions racistes, c'est-à-dire aussi bien au suprémacisme racial qu'à l'ensemble des attitudes inégalitaires d'hostilité à l'égard de l'altérité ethnique.
Défendu comme une pensée politique, l'antiracisme désigne l'ensemble des pressions et actions politiques visant l'élimination du racisme dans les structures sociales, les institutions et les interactions entre les individus. Le projet antiraciste est celui d'une société égalitaire. Le 21 mars est la Journée internationale pour l'élimination de la discrimination raciale.

## Histoire de l'antiracisme

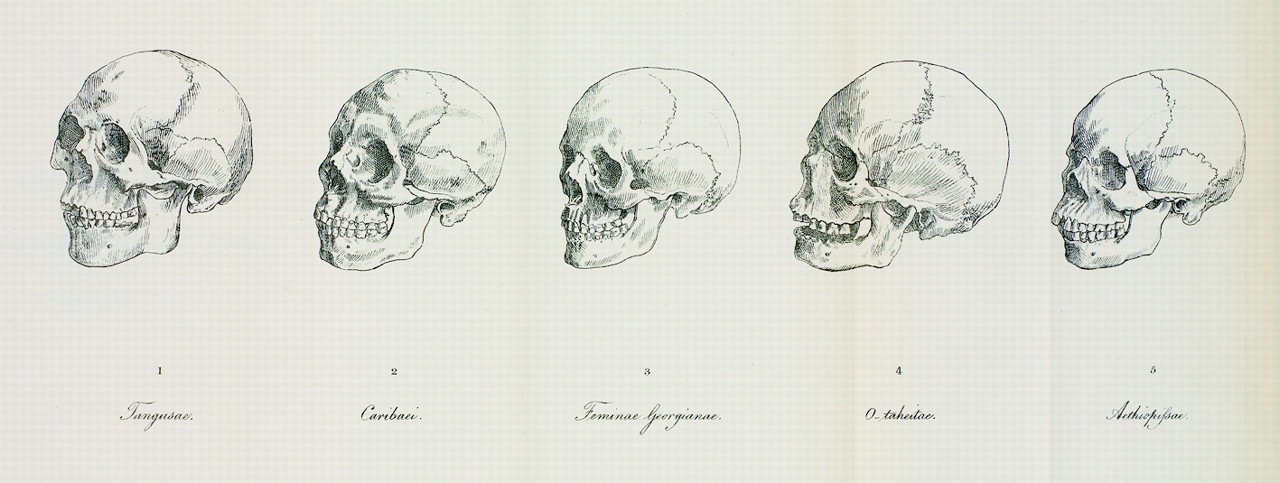
Les cinq races de Blumenbach, théorie raciste fondatrice de l'anthropologie physique.

La hiérarchisation et la catégorisation des peuples est une pratique courante en Europe dès le XVIIIe siècle. Dans les colonies britanniques américaines les colons européens sont considérés comme « libres » tandis que les peuples autochtones et les esclaves africains sont considérés comme sous-humains. On note des pratiques similaires dans d'autres empires européens de l'époque impliqués dans la traite négrière soit la France, l'Espagne et le Portugal, les Pays-Bas, le Danemark et la Suède. L'esclavagisme était également une pratique courante dans le monde musulman notamment dans l'Empire ottoman et dans les sultanats de Sulu, de Maguindanao et Lanao.
À cette époque, la pseudoscience est utilisée pour naturaliser et justifier l'inégalité et la hiérarchie raciale dans ces sociétés. Carl Linnæus, naturaliste suédois qui jette les bases de la taxonomie moderne, élabore en 1767 une classification des humains en différents sous-groupes basé principalement sur la couleur de leur peau. Cette théorie sera approfondie grâce une craniométrie de Johann Friedrich Blumenbach à la fin du siècle. Blumenbach est un monogéniste et fervent défenseur de la théorie de la dégénérescence, sa théorie veut qui veut que toutes les races soient des dégénérescences de la race caucasienne originale. Blumenbach est considéré comme le père de l’anthropologie. Ardent défenseur de la traite négrière, le philosophe et naturaliste allemand Christoph Meiners élabore, pour sa part, la théorie de hiérarchisation des races ; les « caucasiens » sont au haut de la hiérarchie tandis que les africains et amérindiens au bas de la hiérarchie. Selon Meiners, les différentes races sont intrinsèquement inégales sur le plan physique, moral et intellectuel. La pensée raciste et antisémite de Meiners est grandement diffusée et a une grande influence sur les intellectuels et politiques allemands du XIXe siècle.
Le racisme et l'esclavagisme sont également défendus par des gouvernements et des hommes politiques puissants. La monarchie britannique, propriétaire de la Royal African Company of England, a enlevé et déporté des millions d'africains vers l'Amérique, soit plus que toute autre institution impliquée dans le commerce triangulaire. Thomas Jefferson, troisième président des États-Unis et propriétaire de centaines d'esclaves, croyait à la supériorité de la race blanche et s'est vigoureusement opposé à plusieurs motions abolitionnistes durant sa présidence. Jefferson souhaitait également la déportation des noirs émancipés vers l'Afrique.

### Opposition humaniste et religieuse à l'esclavagisme en Europe
L'Église catholique romaine a appuyé la traite d'esclaves dès le XVe siècle. Le pape Nicolas V a exigé en 1455 au roi Alphonse V du Portugal de « rechercher, capturer, vaincre [et] réduire […] à un esclavage perpétuel » les peuples païens de l'Afrique subsaharienne. Ces ordres seront renouvelés par les papes Calixte III, Sixte IV et Léon X et constitueront le fondement moral de la traite négrière et du colonialisme européen.

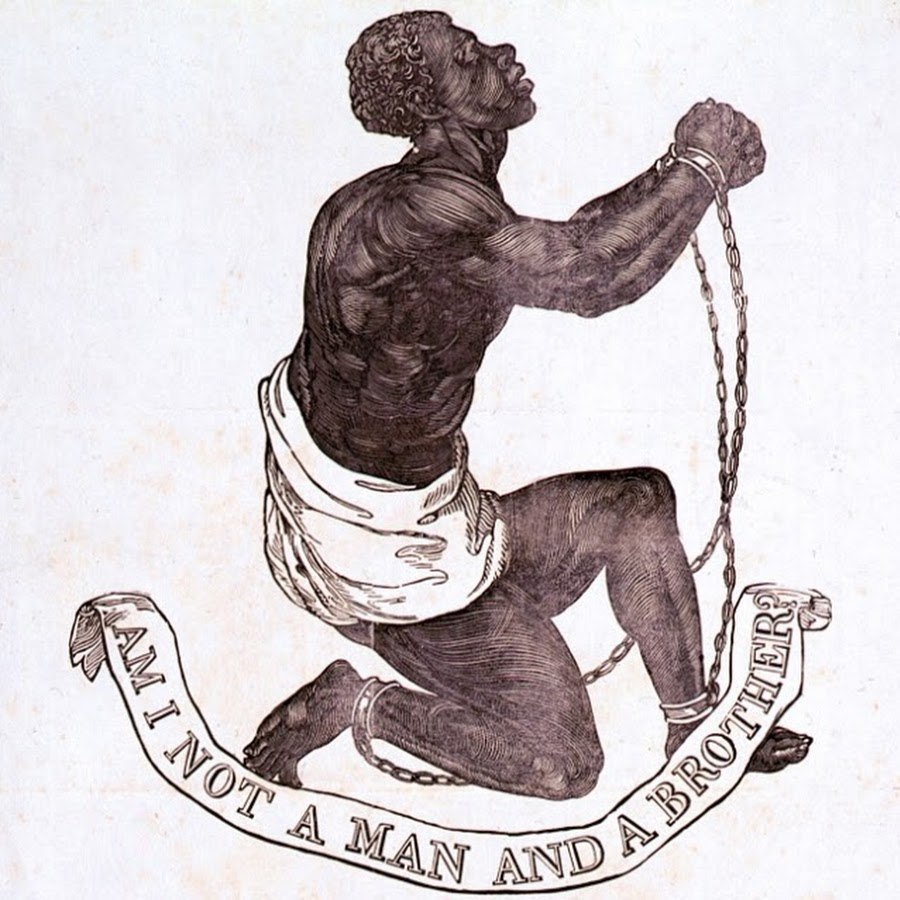
Am I Not a Man and a Brother?, sceau de la Society for Effecting the Abolition of the Slave Trade créé en 1787.

Portés par des idéaux de liberté et de justice, plusieurs philosophes des Lumières dénoncent l'esclavagisme et exigent son abolition dès la moitié du XVIIIe siècle. C'est le cas de Montesquieu, dans les Lettres persanes (1721) et De l'esprit des lois (1748), de l'abbé Raynal dans Histoire des deux Indes (1770) et de Nicolas de Condorcet, dans Réflexions sur l'esclavage des nègres (1781). D'autres figures importantes des lumières, comme Voltaire, dénoncent l’esclavage dans certaines œuvres tout en demeurant convaincus d'une hiérarchisation raciale très stricte à l'avantage de la race blanche.
Il faut attendre la fin du XVIIIe siècle pour voir naître en Europe une opposition organisée contre l'esclavage, principalement dans les milieux protestants. La première société anti-esclavagiste d'Europe, la Society for Effecting the Abolition of the Slave Trade, voit le jour en Angleterre en 1787. Elle est fondée par le réformateur John Wesley, le député méthodiste William Wilberforce et le philanthrope quaker Thomas Clarkson. L'année suivante est créée en France la Société des amis des Noirs, par Jacques Pierre Brissot, Étienne Clavière et l'abbé Grégoire.

### Révoltes d'esclaves en Amérique et la révolution haïtienne
Comme pour la plupart des Antilles, l'économie des Treize colonies américaines s'appuie sur le travail d'esclaves d'origine africaine. Ces esclaves, enlevés et déportés de l'Afrique, sont soumis à une oppression brutale et continue et une privation étendue de leurs libertés. Contrairement à l'image véhiculée dans l'historiographie américaine blanche du XIXe siècle, les esclaves ne sont pas des êtres « dociles », « facilement intimidés [et] incapables de complots d'envergure ». De nombreux esclaves ont tenté des révoltes au cours du XVIIIe siècle. Parmi les révoltes d'esclaves de l'époque on compte notamment la rébellion de Stono de 1739 dans la Province de Caroline du Sud, l'insurrection des esclaves new-yorkais de 1741.
Les Caraïbes ont été elles aussi le lieu de nombreuses révoltes et insurrections d'esclaves durant la même période. Parmi les plus importantes on compte l'Insurrection des esclaves de St. Jan dans les Indes occidentales danoises en 1733 et l'établissement des marrons de Jamaïque, des communautés d'esclaves libres ayant combattu l'armée britannique durant la première guerre marrons en 1728, la révolte de Tacky en 1760 puis durant la seconde guerre marrons en 1795.

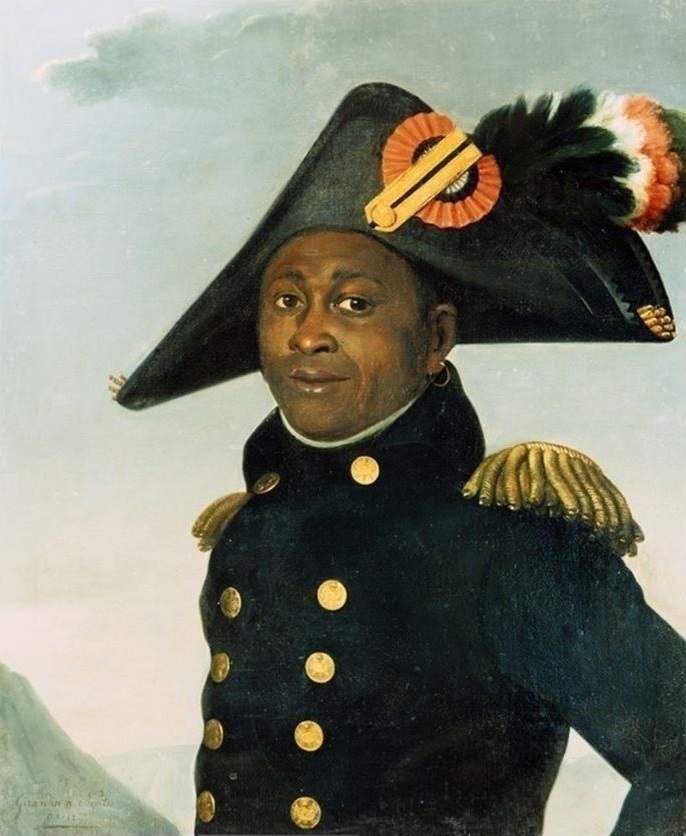
Le général Toussaint Louverture, né esclave, révolutionnaire haïtien et grande figure du mouvements d'émancipation des colonies.

La Déclaration des droits de l'homme et du citoyen, décrétée le 26 août 1789 peu après l'établissement de la Première république française, est très mal reçue par les blancs de Saint-Domingue qui s'opposent à percevoir comme égaux et à donner le droit de vote aux gens de couleur libres.

### XXesiècle
La thèse de l’inégalité raciale est remise en cause dès 1885 au nom de critères scientifiques également avec le livre De l'égalité des races humaines de Joseph Anténor Firmin, qui discute les publications racistes se présentant comme scientifiques,
C'est dans un contexte d'après-guerre que la catégorisation du racisme se définit et ce, autour de trois axes principaux : les mouvements de libération des peuples colonisés, l'antisémitisme européen et les mouvements anti ségrégations et anti apartheid, ainsi que sous l'influence de penseurs tels que Jean-Paul Sartre, Frantz Fanon et Claude Lévi-Strauss.
L'ONU joue un rôle important en 1945, puis en 1950, avec sa Déclaration sur les races et les préjugés raciaux.
- la défense du capitaine Alfred Dreyfus,
- le mouvement anticolonialiste[21],
- le principe de l'égalité des races en 1919,
- l'antiracisme contemporain, depuis l'émergence de la seconde génération (les Français issus de l'immigration maghrébine et subsaharienne) au tournant des années 1970 et 1980 :
  - la lutte contre les violences policières et les homicides racistes de 1975 au milieu des années 1980,
  - la lutte contre le Front national et ses idées dans les années 1980 et 1990,
  - la lutte contre les « quartiers-ghettos » à partir des années 1990,
  - la lutte contre les discriminations raciales depuis la fin des années 1990,
  - les luttes mémorielles à propos de la colonisation, des traites et de l'esclavage depuis 1998 et 2005.

## Définitions de l'antiracisme
Positivement et dans son sens le plus général, l'antiracisme souhaite que tous puissent vivre dans une société plurielle, où nul n'aurait à souffrir de discrimination pour des raisons ethniques. Selon les lieux et les époques il est porté par l'ONU, l'Unesco, des États ou d'autres collectivités, ONG et institutions, ou encore par des individus.
Alors que les études portant sur le racisme se comptent par milliers, celles qui portent sur l’antiracisme en général, dans l'éducation ou face à tel ou tel groupe haineux se comptent sur les doigts d’une seule main note en 2019 l'anthropologue Wiktor Stoczkowski (directeur d'étude à l'EHESS).
L'antiracisme n'est pas un courant uniforme, et la notion de racisme est fluctuante dans l'Histoire avec par exemple selon Pierre-André Taguieff en 1989 : « l'anti-esclavagisme devenu anticolonialiste ou assimilationiste », « l'anti-antisémitisme, de l'antigermanisme retraduit en antifascisme, de l'anti-occidentalisme tiers-mondiste » :
- refuser les approches idéologiques et « biologisantes » mises en place au XIXe siècle et notamment reprises par le nazisme au XXe siècle, qui ont justifié[27],[28],[29] des traitements inégalitaires jusqu'à des tentatives d'éradiquer des populations entières (génocide, « purifications ethniques »), au motif qu'il existerait des « races » inférieures2[Quoi ?], approche aujourd'hui totalement discréditée, scientifiquement, et institutionnellement ;
- ne pas traiter les individus selon leurs différences (culturelles, ethnique, religieuses), au contraire d'une nouvelle forme de racisme qui selon P-A Taguieff, souvent au nom du concept notamment mis en avant par le christianisme de « respect de l'autre »[23], parfois instrumentalisé par des individus ou groupes racistes[23], peut aboutir enfermer les individus dans leurs identités d'origine, éventuellement dans des quartiers susceptibles de devenir des ghettos… ;
- mettre en valeur ces différences (culturelles…), par une discrimination positive ou un différentialisme culturel ;
- refuser l'expression ostentatoire de spécificités socioculturelles ou religieuses.

L'antiracisme s'inscrit souvent dans une attitude plus large d'altruisme, de défense des libertés, ou d'antisexises et d'autres formes d'égalité des droits, avec dans certains selon Pierre-André Taguieff des possibilités de dérives amenant à combattre une intolérance par une autre, au nom du Mal absolu, jusqu'à obtenir l'effet inverse.

### Commission nationale consultative des droits de l'Homme
Selon le rapport de la commission nationale consultative des droits de l'Homme de 1996, « L'antiracisme est au sens strict, un antiracialisme, qui revient à rejeter comme mal formées les catégories de la pensée raciale, à mettre en évidence la fausseté des propositions racialistes (les hiérarchies raciales, par exemple) ou les sophismes constitutifs des théories racialistes à prétention explicative ».

## Pratique antiraciste

### Éducation
L'un des moyens d'œuvrer contre le racisme du quotidien (et des cours d'école parfois) est d'y faire réfléchir les élèves en le milieu scolaire et dès la maternelle, au collège. Philippe Castel fait valoir que « dès la maternelle, l'enfant développe une compétence à distinguer les choses. C'est sans doute le moment le plus propice pour commencer à percevoir la différence sans en avoir peur ni la rejeter ».

## Mouvements antiracistes

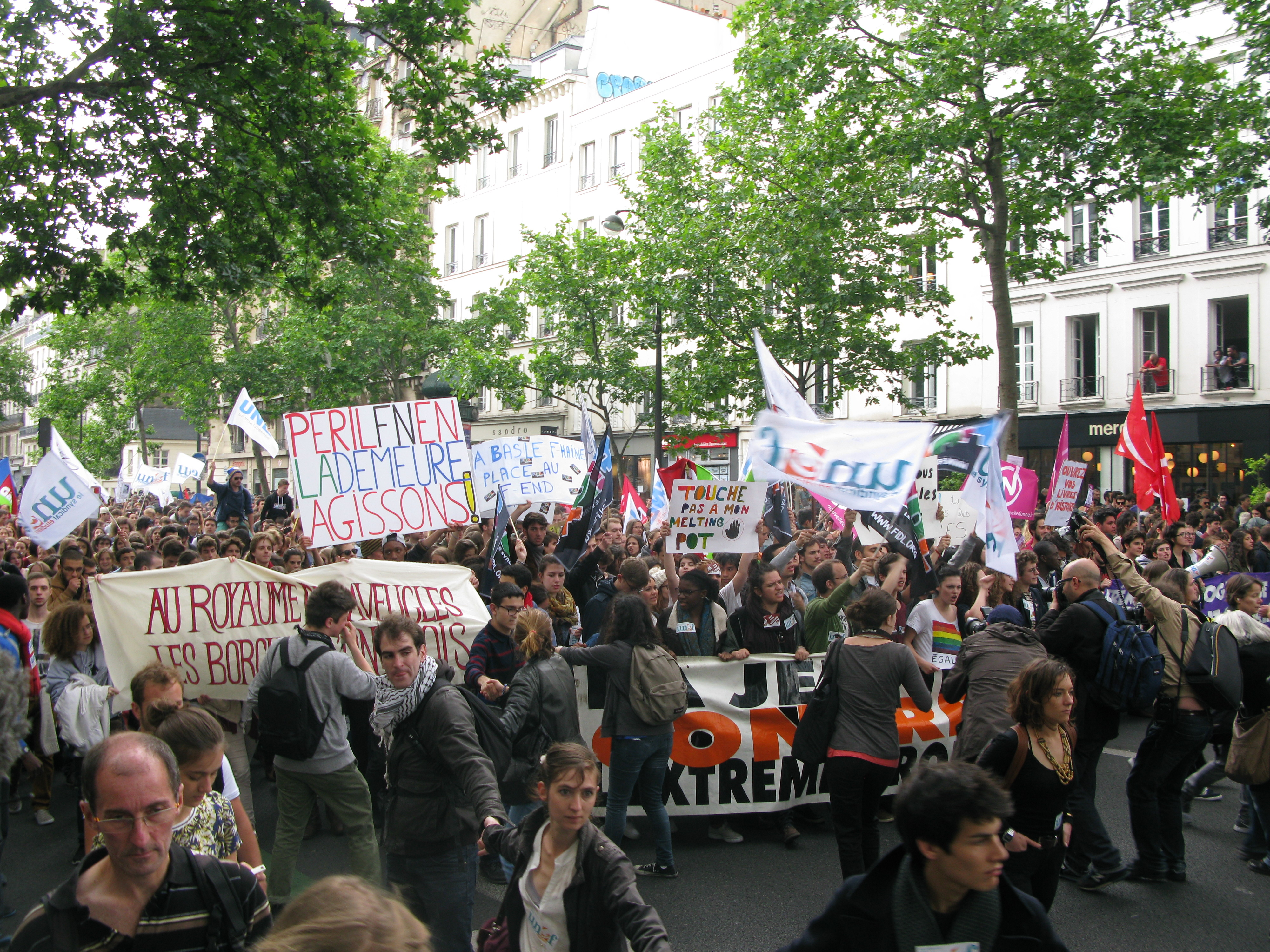
Manifestation antiraciste à Paris en 2014.

### France
En France, depuis la loi Pleven de 1972, les associations antiracistes peuvent se porter partie civile devant les juridictions pénales. Les plus connues sont SOS Racisme (9 000 adhérents), le Mouvement contre le racisme et pour l'amitié entre les peuples (MRAP, 5 000 adhérents), la Ligue internationale contre le racisme et l'antisémitisme (LICRA, 5 000 adhérents), la Ligue des droits de l'homme (LDH, 10 000 adhérents), etc.
La LICRA sous la présidence de Patrick Gaubert jusqu'en 2010 s'était focalisé sur la lutte contre l'antisémitisme, ce qui, selon Le Monde, avait réduit son influence médiatique. Idem pour le MRAP qui, selon la journaliste Élise Vincent, luttait beaucoup jusqu'en 2012 contre l'islamophobie.
L'antiracisme est l'une des valeurs de la république (liberté, égalité, fraternité…) et donc de l'école, lieu de socialisation et d'éducation civique ; le ministère de l'Éducation nationale a fait de la lutte contre le racisme et l’antisémitisme « Grande cause nationale 2015, mettant en avant l’impératif de « faire vivre » cette cause à travers un « parcours éducatif citoyen » ; En France après les attentats de janvier 2015, l’Éducation nationale a rappelé que c'est l’un des thèmes importants de l’action éducative.

### PublishingPaidMe
En juin 2020, face aux inégalités raciales concernant les rémunérations dans l'industrie de l'édition, l'écrivaine L.L. McKinney (en) crée #PublishingPaidMe sur Twitter pour mettre en lumière cette inégalité.

## Critiques et oppositions à l'antiracisme

### France
En France, des philosophes, sociologues, géographes et polémistes ont pris des positions contre l’antiracisme et les associations antiracistes françaises. Parmi eux, on compte Alain de Benoist, Alain Finkielkraut,, Paul Yonnet,,, Philippe Raynaud et Christophe Guilluy.
Ces intellectuels reprochent à l’antiracisme de nourrir un ressentiment et une logique victimaire,, d’ostraciser les classes populaires et, par son incohérence, de diviser la gauche entre les partisans de l'universalisme républicain et ceux du multiculturalisme. On reproche aussi aux associations antiraciste de faire le jeu de l’extrême-droite et de l’antisémitisme en remplaçant la lutte des classes par la lutte des « races » et en masquant les «turpitudes des pays du Tiers monde». L’importance de la violence raciste en France est également minimisée et mise en perspective avec celle des États-Unis ou au Royaume-Uni.
Pour nombre de chercheurs et d'intellectuels, à l'instar du sociologue Eric Fassin les attaques contre l'antiracisme relèvent souvent d'une "rhétorique réactionnaire" qui opère un renversement accusatoire.

#### Racisme antiblanc
Le cas du racisme antiblanc a longtemps divisé les associations antiracistes françaises. Alain Jakubowicz, le nouveau président de la LICRA, « mesure que le vocable de racisme anti-Blancs est équivoque car ceux qui l'utilisent viennent souvent de l'extrême droite. Mais on n'est plus dans les années 1980. La société a changé, le mouvement antiraciste n'a pas suivi ces évolutions, et nous avons perdu en crédibilité ». La LICRA se porte partie civile pour la première fois en 2012 dans le cas d'une de ces affaires, soutenue par le MRAP qui dit avoir « conscience des risques d'instrumentalisation ». SOS Racisme considère que tous les racismes « tout court » doivent être combattus, la LDH considère que le racisme antiblanc n'existe pas car « ça va banaliser l'idée que tout le monde est raciste ». Le PIR pense que « les véritables racisés » sont les immigrés originaires des anciennes colonies françaises et leurs descendants.
De même, Éric Fassin soutient que « lorsqu'on parle de racisme anti-Blanc, on revendique une conception purement individualiste, alors que le racisme repose sur des rapports sociaux. Le racisme est un phénomène de domination sociale, donc, par définition, il ne peut pas être symétrique ». Selon Le Point, « le racisme anti-Blanc reste un cheval de bataille privilégié de l'extrême droite ».
Daniel Sabbagh, directeur de recherche au Centre de recherches internationales, « une stratégie antiraciste adéquate devrait inclure la diffusion d’informations exactes susceptibles de conduire à la révision et, en dernier ressort, à l’abandon de ces croyances fausses. Les groupes « racisés » ou « racialisés » sont ceux indûment tenus pour des « races » au sens susvisé et maltraités en tant que tels. Leurs membres ne peuvent entièrement se soustraire à la « charge mentale » consistant à anticiper les réactions négatives potentiellement suscitées par leurs traits stigmatisés afin de mieux s’en prémunir. À l’inverse, « être blanc, c’est ne pas être obligé d’y penser ». Telle est même la quintessence du « privilège » inévitablement associé à cette position dans la hiérarchie raciale. ».